# Суркуольм
Суркуольм (нем. Surcuolm) — деревня и бывшая коммуна в Швейцарии, в кантоне Граубюнден.
До 2008 года имела статус отдельной коммуны. 1 января 2009 года была объединена с коммуной Флонд в коммуну Мундаун, которая 1 января 2016 года была объединена с коммуной Оберзаксен в новую коммуну Оберзаксен-Мундаун. Входит в состав региона Сурсельва (до 2015 года входила в округ Сурсельва).
Население составляет 107 человек (на 31 декабря 2006 года). Официальный код — 3600.

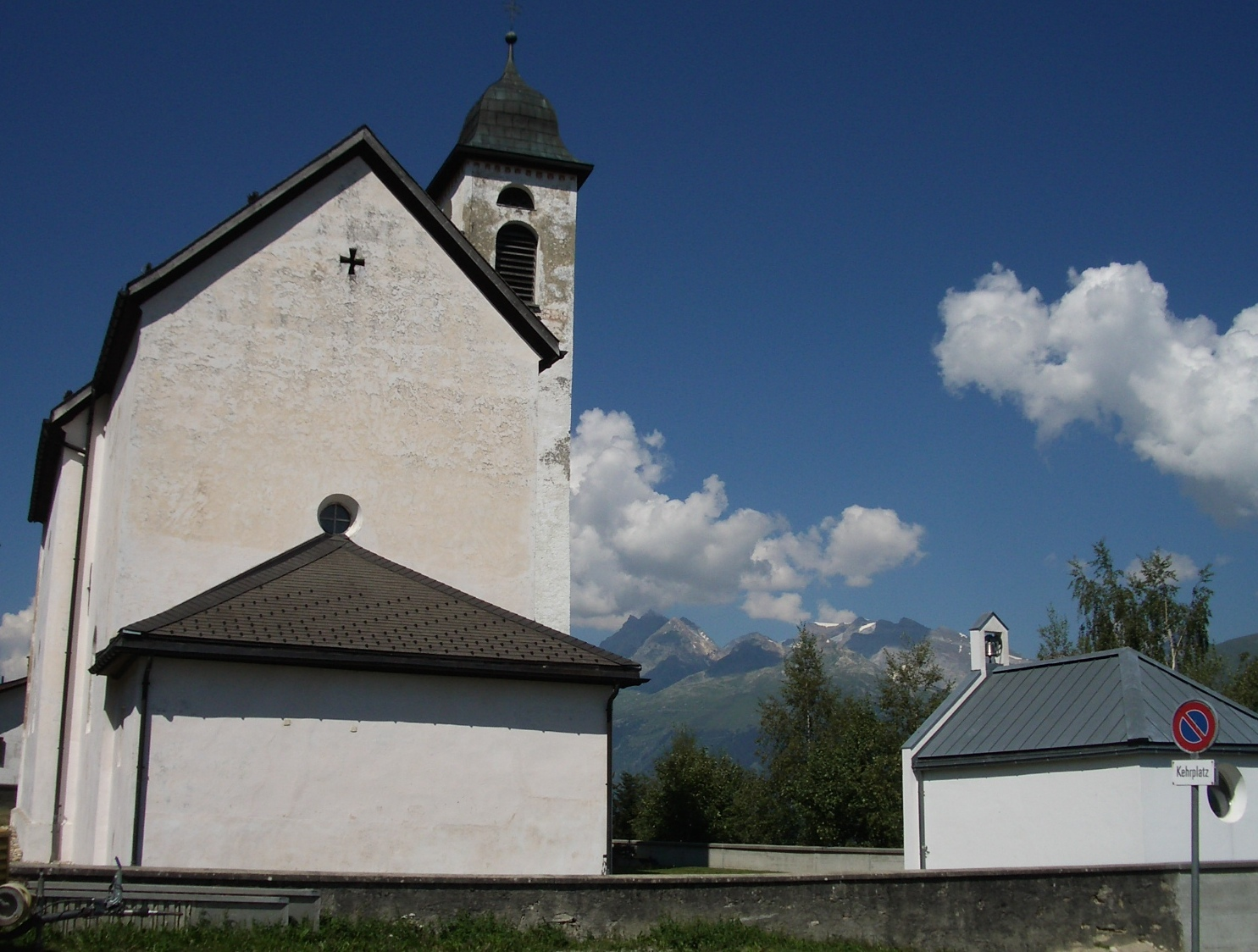
Церковь